# Sipahi

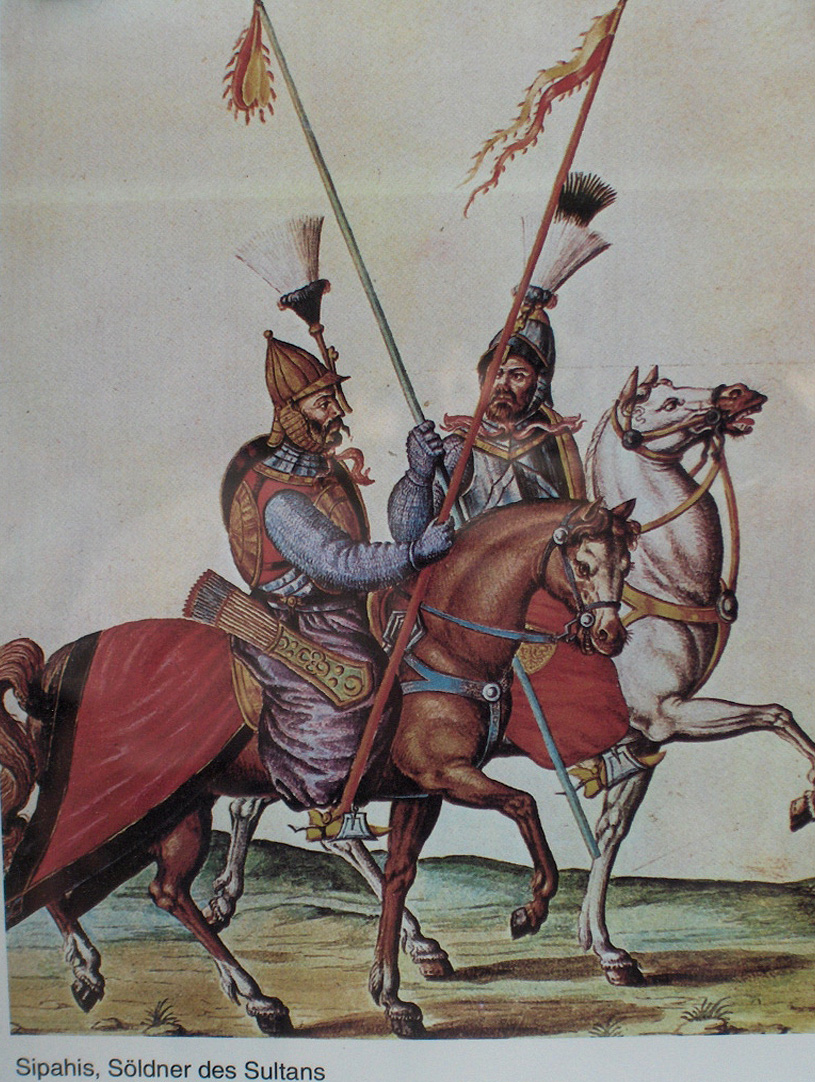
Sipahis

Sipahi (persisch سپاهی Sepāhī, Soldat, Reiterei, in Indien Sepoy) oder Spahi hießen im Osmanischen Reich die von den Inhabern der türkischen Kriegerlehen, den Tımars und Zaims, zu stellenden Reiter.
Für ihre Ländereien hatten die rotbemantelten Sipahi als Berittene im Heer des Sultans zu dienen. Die Sipahi-Abteilungen waren vom 14. bis zum 16. Jahrhundert eine Kerntruppe der osmanischen Armee. Stellt man sich das osmanische Heer als einen Halbmond vor, so wurden die Sipahi in den Spitzen dieses Halbmondes aufgestellt. Von dort sollten diese Reitertruppen den Feind umschließen und ihn gegen die Basis des Heeres drücken. An dieser Basis war das Fußvolk des Heeres, die Janitscharen, stationiert.

## Funktionsweise des Sipahisystems
Sipahi gab es seit Anfang des 14. Jahrhunderts. Die osmanischen Herrscher begannen ihre Krieger mit der Vergabe von eroberten Ländereien zu belohnen. Der Sipahi erhielt ein relativ kleines Landgut, das er in der Anfangszeit zum Teil noch selbst bewirtschaftete. Andere Teile wurden von Bauern der unterworfenen Völker (ra‘āyā = „die vom Herrscher Behüteten“, Untertanen) für ihn bestellt.
Im Gegenzug waren die Sipahi verpflichtet, für den Sultan in den Krieg zu ziehen, wann immer dieser sie dazu aufforderte. Ausrüstung und Pferd mussten die Sipahi selbst finanzieren. Je nach Größe ihres Tımars hatten sie zusätzlich bis zu sieben Hilfssoldaten (cebeli) zu stellen. Der Sipahi musste seine Cebelis ausrüsten, für den Kampf trainieren und in der Schlacht führen. Anfang des 16. Jahrhunderts bestand der Kern des osmanischen Heeres aus etwa 40.000 Sipahis und 60.000 Cebelis. Mit diesem System gelang es den Sultanen, erheblich größere Heere als ihre christlichen Gegner aufzustellen.
Anders als im europäischen Lehnswesen durften die Sipahi ihre Tımars nicht vererben oder an Dritte weitergeben. Jedes Tımar wurde direkt vom Sultan an den einzelnen Krieger ausgegeben und blieb dann in der Hand des jeweiligen Inhabers, der dafür die militärische Leistung zu erbringen hatte. Auf diese Weise konnte sich im Osmanischen Reich kein Lehnsadel entwickeln, der als Herrschaftsschicht mit eigenen Vasallen zwischen dem Sultan und dessen Kriegern stand.

## Der Niedergang der Sipahi
Der Verfall des Sipahisystems hatte wirtschaftliche und militärische Gründe.
Standen im 16. Jahrhundert noch knapp 130.000 Mann (Sipahi und Cebelis) zur Verfügung, so waren es im 17. Jahrhundert nur noch 30.000. Der Bedeutungsgewinn der Infanterie und der Artillerie im europäischen Militärwesen des 16. Jahrhunderts machte die Reitertruppe der Sipahi zunehmend ungeeignet. Die Sultane konzentrierten ihre Aufmerksamkeit daher auf die Janitscharen, die nunmehr den wichtigsten Teil des Heeres ausmachten. Außerdem hatte das Osmanische Reich den Zenit seiner Macht erreicht. Es wurden kaum noch neue Länder erobert, in denen sich Tımars einrichten ließen. Ebenso fehlte die vorher oft erzielte große Beute, die einen wesentlichen Teil des Einkommens der Sipahi ausgemacht hatte. Schließlich führten wirtschaftliche Krisen dazu, dass die Einkünfte aus den Tımars zurückgingen. Gleichzeitig aber stiegen die Kosten für die Ausrüstung (Feuerwaffen). Dementsprechend geringer wurden Neigung und Vermögen der Sipahi, ihre Leistungen ordnungsgemäß zu erbringen. Die Qualität der Ausrüstung sank, und viele Tımar-Inhaber versuchten, sich dem Heeresdienst zu entziehen, was ihnen auch gelang, weil Korruption und Misswirtschaft in der osmanischen Verwaltung zunahmen, wodurch die Kontrolle der Tımar-Inhaber nicht mehr möglich war. Vor allem im 17. Jahrhundert verkauften oder verpachteten Sipahi Teile ihres Tımars an Großgrundbesitzer, ohne dass die Hohe Pforte dagegen einschritt. Andere wieder vererbten das Tımar, und oft „vergaßen“ die Behörden dann, die militärischen Leistungen von den Erben einzufordern. Auf diese Weise verfiel dieses System immer mehr.
Die Cebeli, früher Gefolgsleute der Sipahi, wurden zu irregulären besoldeten Einheiten, die ihre früheren Herren niemals in Bezug auf Kampfkraft und Disziplin ersetzen konnten, allerdings trotzdem große Mengen an Soldgeldern verbrauchten.
Unter Selim III (1789–1807) gab es nur noch etwa 2.000 Sipahi. Doch blieb die Bezeichnung in vielen arabisch-afrikanischen Staaten für Kavallerietruppen erhalten.

## Frankreich: Spahis
Nach der Eroberung Algeriens gründete man in der französischen Armee Sipahi-Regimenter, dort als Spahis bezeichnet, die auch noch im 20. Jahrhundert in Algerien und Tunis Dienst in orientalischer Tracht taten. Sie wurden regelgerecht organisiert und ausgebildet. Offiziere und ein Teil der Unteroffiziere waren stets Nationalfranzosen. Sie wurden auch während der alliierten Rheinlandbesetzung und Besetzung des Ruhrgebiets eingesetzt, etwa in Trier, und dadurch Zielscheibe der rassistischen Kampagne um die „Schwarze Schmach“. Die Sipahis kämpften noch im Zweiten Weltkrieg gegen das „Dritte Reich“. Ein Teil dieser Truppen konnte im Mai/Juni 1940 in die Schweiz übertreten und wurde dort bis 1941 interniert.
In der Nachkriegszeit wurden die Spahis motorisiert als leichte Panzeraufklärer. Nach dem Ende des Algerienkrieges 1962 wurden drei der vier Spahi-Regimenter außer Dienst gestellt. Das letzte Spahi-Regiment, das 1er Spahi, war bis 1984 in Speyer stationiert. Die weitläufige Kasernenanlage beherbergt heute das Technikmuseum Speyer. Heute ist das Regiment, das am Golfkrieg teilnahm, in Valence im Rhonetal stationiert.

## Rezeption

### Museen
In der Dauerausstellung des Wiener Heeresgeschichtlichen Museums nehmen die Türkenkriege des 16., 17. und 18. Jahrhunderts einen breiten Raum der Ausstellung ein. Zahlreiche Objekte sind der Öffentlichkeit zugänglich, darunter auch Reflexbögen, Pfeile, Köcher, Reitzubehör sowie grafische Darstellungen der Sipahi.

## Film
- Simon Koller: Fremde Freunde. Spahis in Triengen. Dokumentation. Schweiz 2009 (35 Minuten, algerische Spahis-Kavalleristen kamen 1940 in das kleine Schweizer Dorf Triengen bei Luzern).